# Muskegon megye
Muskegon megye az Amerikai Egyesült Államokban, azon belül Michigan államban található. Megyeszékhelye és legnagyobb városa Muskegon. Lakosainak száma 175 824 fő (2020. április 1.). Muskegon megye Oceana, Ottawa, Newaygo, Kent, Ozaukee és Milwaukee megyékkel határos.

## Népesség
A megye népességének változása:
| Lakosok száma | 171 923 | 169 967 | 170 112 | 171 008 | 172 790 | 175 824 |
|               | 2010    | 2011    | 2012    | 2013    | 2015    | 2020    |